# Saddam
Saddam (arabisch صدام Saddām, DMG Ṣaddām) ist ein arabischer Name. Der Name leitet sich von der arabischen Wurzel ص-د-م (ṣ-d-m) ab, die „zusammenstoßen“, „kollidieren“ oder „konfrontieren“ bedeutet. Im Sprachgebrauch bezeichnet Saddam daher „denjenigen, der zusammenstößt“ oder „den Kämpfer“.
Die Namensbildung folgt dem arabischen Muster فَعّال (faʿʿāl), das eine Person beschreibt, die eine bestimmte Handlung häufig oder intensiv ausführt. Somit kann Saddam als „derjenige, der häufig konfrontiert oder kämpft“ verstanden werden.
Darüber hinaus können die einzelnen Bestandteile des Namens im klassischen Arabisch auch separat betrachtet werden:
- Sad (صَد) bedeutet „Abwehr“ oder „Zurückweisung“, beispielsweise im Sinne von „den Weg versperren“ oder „abhalten“.
- Dam (دام) bedeutet „dauern“, „andauern“ oder „bleiben“.

Aufgrund dieser Bedeutungen wird der Name häufig auch als „der Standhafte“ oder „der Hartnäckige“ übersetzt, da er Eigenschaften wie Beständigkeit, Unnachgiebigkeit und Durchhaltevermögen symbolisiert.

## Bedeutung
Der Name an sich hat mehrere Bedeutungen. „Einer, der häufig zu Kollisionen neigt“, ist wohl die verbreitetste Bedeutung des Namens, alternativ dazu wird mit „derjenige, der gewaltsam streitet“ übersetzt. Euphemistisch wird der Name als Der Erhabene übersetzt.

## Bekannte Namensträger

### Vorname
- Saddam Hussein (1937–2006), ehemaliger Staatspräsident, Premierminister und Diktator des Irak.
- Saddam Kamel Hassan al-Majid (?–1996), zweiter Cousin und Schwiegersohn des gestürzten irakischen Präsidenten Saddam Hussein.

### Familienname
- Juma Saddam Ibrahim (* 1993), ugandischer Fußballspieler